# Peñuelas (Puerto Rico)
Peñuelas ist eine der 78 Gemeinden von Puerto Rico. Sie liegt an der Südküste von Puerto Rico. Sie hatte 2019 eine Einwohnerzahl von 19.249 Personen.

## Geschichte
Im Jahr 1754 hatte sich eine Gruppe von Arbeitern über der Bucht von Tallaboa niedergelassen. Im Jahr 1788 bewohnten etwa 80 Familien das Tal, welche vorwiegend Landwirtschaft und Viehzucht betrieben. Die Siedlung Peñuelas wurde am 25. August 1793 von Diego de Alvarado gegründet.
Bis 1874 war die Stadt entwickelt und hatte laut einer Volkszählung aus diesem Jahr 9206 Einwohner. Die Stadt hatte vier Hauptwege, einige Straßen, eine Backsteinkirche und das Rathaus, das auch als Gefängnis, Kaserne und Friedhof diente.
Am 1. März 1902 verabschiedete die Gesetzgebende Versammlung von Puerto Rico ein Gesetz zur Konsolidierung bestimmter Gemeinden, so dass die Gemeinde von Peñuelas in die Stadt Ponce eingemeindet wurde. Im Jahr 1905 hob dieselbe Versammlung das Gesetz auf und sie wurde wieder zur Gemeinde.

## Gliederung
Die Gemeinde ist in 13 Barrios aufgeteilt:
1. Barreal
2. Coto
3. Cuebas
4. Encarnación
5. Jaguas
6. Macaná
7. Peñuelas barrio-pueblo
8. Quebrada Ceiba
9. Rucio
10. Santo Domingo
11. Tallaboa Alta
12. Tallaboa Poniente
13. Tallaboa Saliente